# Болльнес (комуна)
Комуна Болльнес (швед. Bollnäs kommun) — адміністративно-територіальна одиниця місцевого самоврядування, що розташована в лені Євлеборг.
Болльнес 49-а за величиною території комуна Швеції. Адміністративний центр комуни — місто Болльнес.

## Населення
Населення становить 26 160 чоловік (станом на вересень 2012 року). 
| Кількість населення комуни Болльнес за 1970-2010 роки | Кількість населення комуни Болльнес за 1970-2010 роки | Кількість населення комуни Болльнес за 1970-2010 роки | Кількість населення комуни Болльнес за 1970-2010 роки | Кількість населення комуни Болльнес за 1970-2010 роки |
| ----------------------------------------------------- | ----------------------------------------------------- | ----------------------------------------------------- | ----------------------------------------------------- | ----------------------------------------------------- |
| Рік                                                   |                                                       |                                                       | Населення                                             |                                                       |
| 1970                                                  | 1970                                                  |                                                       | 27 716                                                | 27 716                                                |
| 1975                                                  | 1975                                                  |                                                       | 27 667                                                | 27 667                                                |
| 1980                                                  | 1980                                                  |                                                       | 27 877                                                | 27 877                                                |
| 1985                                                  | 1985                                                  |                                                       | 27 871                                                | 27 871                                                |
| 1990                                                  | 1990                                                  |                                                       | 28 094                                                | 28 094                                                |
| 1995                                                  | 1995                                                  |                                                       | 27 933                                                | 27 933                                                |
| 2000                                                  | 2000                                                  |                                                       | 26 735                                                | 26 735                                                |
| 2005                                                  | 2005                                                  |                                                       | 26 237                                                | 26 237                                                |
| 2010                                                  | 2010                                                  |                                                       | 26 248                                                | 26 248                                                |
| Джерело: SCB                                          |                                                       |                                                       |                                                       |                                                       |

## Населені пункти
Комуні підпорядковано 7 міських поселень (tätort) та низка сільських, більші з яких:
- Болльнес (Bollnäs)
- Абро (Arbrå)
- Кілафорс (Kilafors)
- Сегерста (Segersta)
- Лоттефорс (Lottefors)
- Валльста (Vallsta)
- Ренгше (Rengsjö)

## Галерея

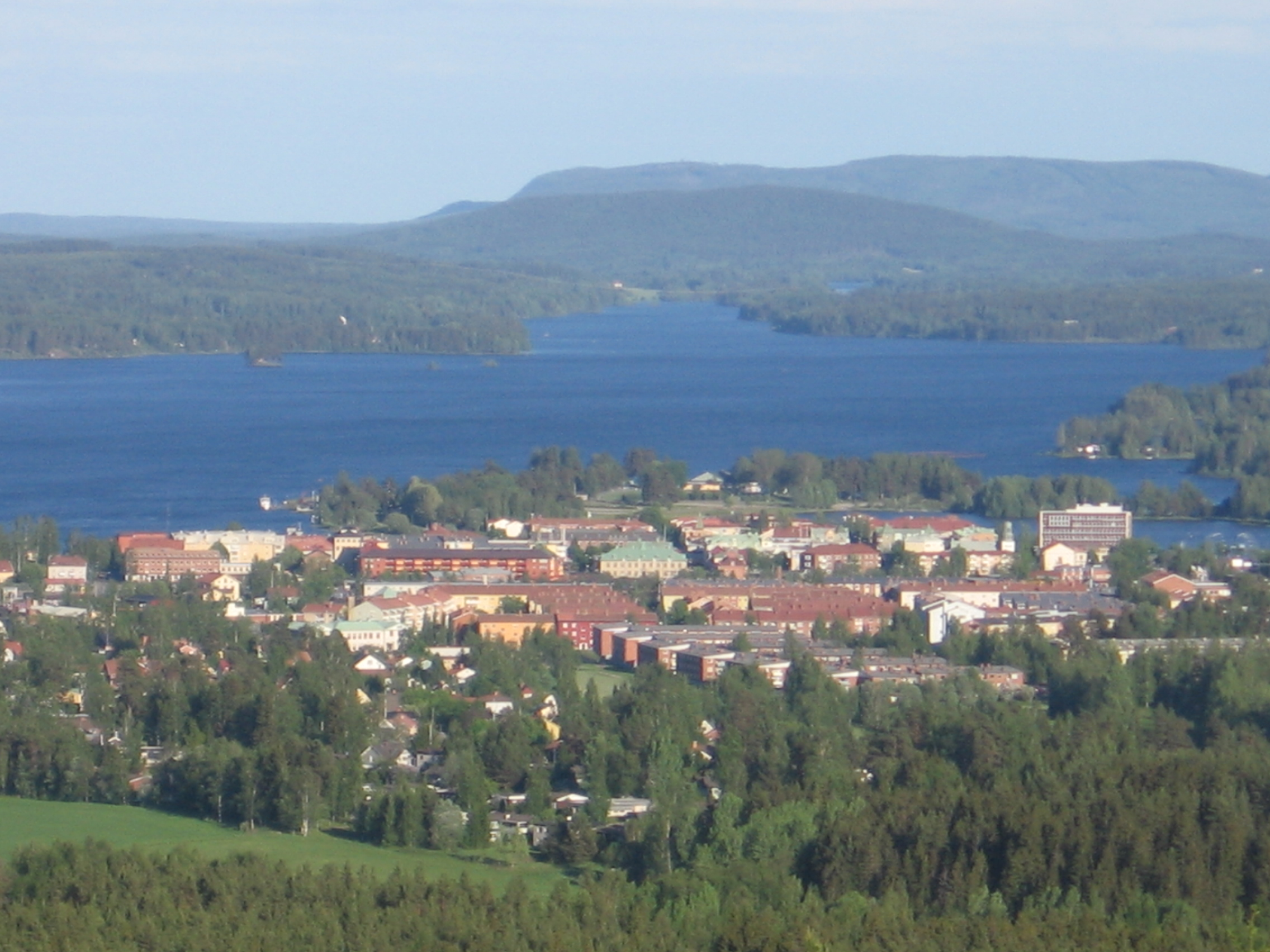
Панорама Болльнеса
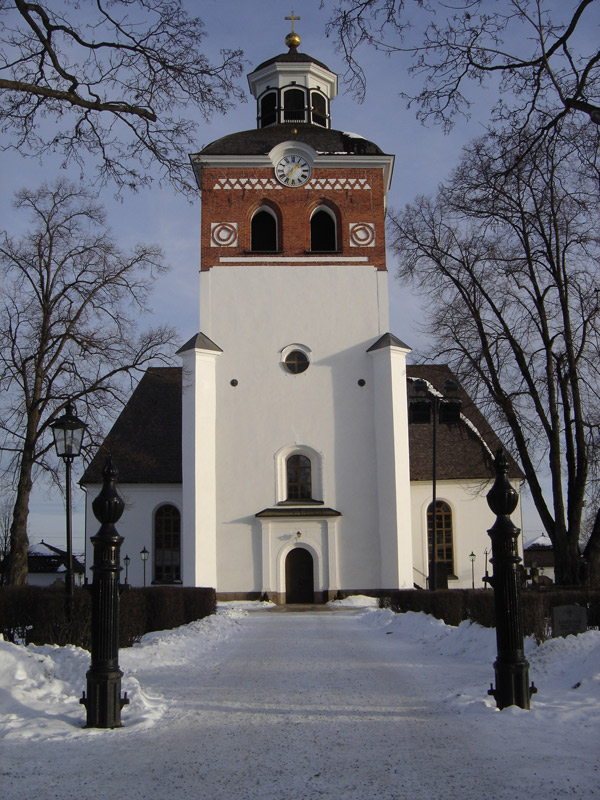
Церква (Болльнес)
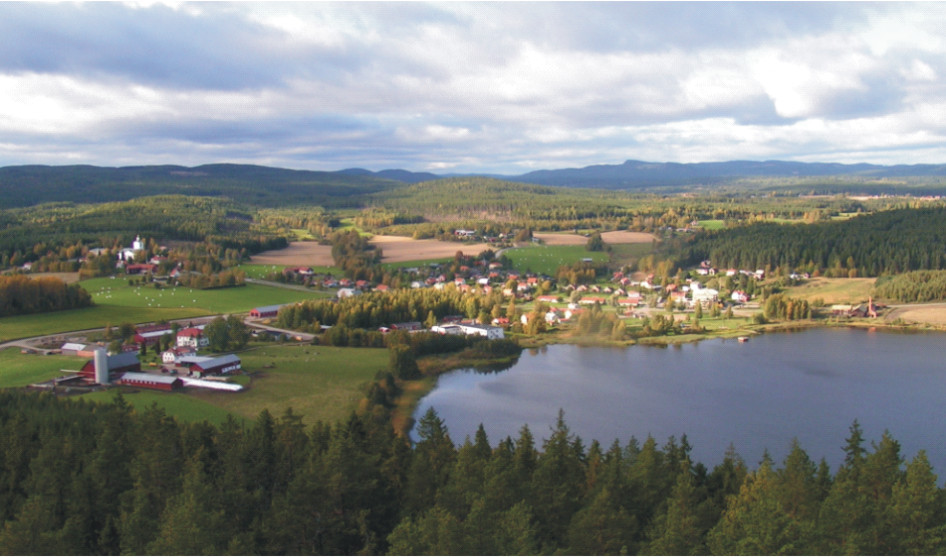
Містечко Ренгше
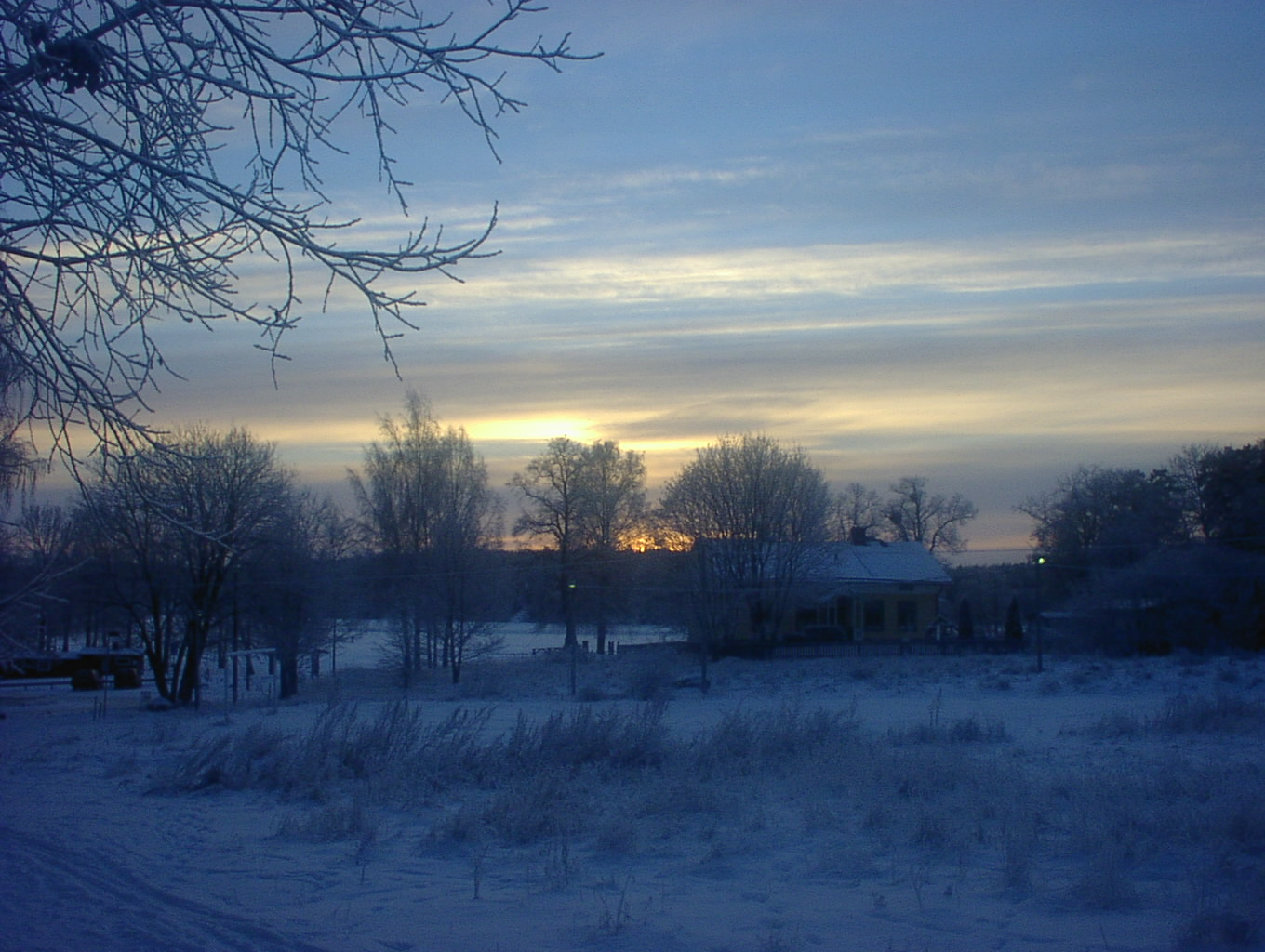
Арбро

## Виноски
1. ↑  Folkmangd i riket, lan och kommuner (шв.) . Центральне бюро статистики Швеції. Архів оригіналу за 20 серпня 2013. Процитовано 3 лютого 2013.